# Falconidae
Falconidae reprezintă o familie de păsări de pradă diurne, din ordinul Falconiformes. Familia provine probabil din America de Sud în timpul Paleocenului și este împărțită în trei subfamilii: Herpetotherinae, care include șoimul râzător și șoimii de pădure; Polyborinae, care include șoimul cu aripi pătate și caracarii; și Falconinae, șoimii și șoimarii (Microhierax). Falconidele sunt de mărime variată, agere și puternice, cu ciocul scurt și curbat, care se hrănesc mai ales cu alte păsări. Printre reprezentanții acestei familii sunt vulturul, pajura, uliul, șoimul etc.

## Filogenie
Următoarea cladogramă se bazează pe un studiu filogenetic molecular cuprinzător al Falconidae realizat de Jérôme Fuchs și colaboratori și publicat în 2015. Numărul de specii este preluat din lista de păsări menținută de Frank Gill, Pamela Rasmussen și David Donsker în numele Comitetului Ornitologic Internațional (IOC). Fuchs și colaboratorii au recomandat ca genul Daptrius să fie extins pentru a include genurile Phalcoboenus și Milvago datorită divergenței genetice reduse. Această modificare a fost adoptată de Clements Checklist, dar nu și de IOC.
|  | Herpetotheres – șoim râzător           |
|  |                                        |
|  | Micrastur – 7 specii (șoimi de pădure) |
|  |                                        |

|  | Polihierax – șoim pitic |
|  |                         |
|  | Microhierax – 5 specii  |
|  |                         |

|  | Neohierax – șoim cu picioare galbene |
|  |                                      |
|  | Falco – 39 specii                    |
|  |                                      |

|  | Polihierax – șoim pitic |
|  |                         |
|  | Microhierax – 5 specii  |
|  |                         |

|  | Neohierax – șoim cu picioare galbene |
|  |                                      |
|  | Falco – 39 specii                    |
|  |                                      |

|  | Phalcoboenus – 4 specii (caracara)                                                          |
|  |                                                                                             |
|  | \| \| Daptrius – caracara negru \| \| \| \| \| \| Milvago – 2 specii (caracara) \| \| \| \| |
|  |                                                                                             |
|  | Daptrius – caracara negru                                                                   |
|  |                                                                                             |
|  | Milvago – 2 specii (caracara)                                                               |
|  |                                                                                             |

|  | Daptrius – caracara negru     |
|  |                               |
|  | Milvago – 2 specii (caracara) |
|  |                               |

|  | Phalcoboenus – 4 specii (caracara)                                                          |
|  |                                                                                             |
|  | \| \| Daptrius – caracara negru \| \| \| \| \| \| Milvago – 2 specii (caracara) \| \| \| \| |
|  |                                                                                             |
|  | Daptrius – caracara negru                                                                   |
|  |                                                                                             |
|  | Milvago – 2 specii (caracara)                                                               |
|  |                                                                                             |

|  | Daptrius – caracara negru     |
|  |                               |
|  | Milvago – 2 specii (caracara) |
|  |                               |

|  | Phalcoboenus – 4 specii (caracara)                                                          |
|  |                                                                                             |
|  | \| \| Daptrius – caracara negru \| \| \| \| \| \| Milvago – 2 specii (caracara) \| \| \| \| |
|  |                                                                                             |
|  | Daptrius – caracara negru                                                                   |
|  |                                                                                             |
|  | Milvago – 2 specii (caracara)                                                               |
|  |                                                                                             |

|  | Daptrius – caracara negru     |
|  |                               |
|  | Milvago – 2 specii (caracara) |
|  |                               |

|  | Phalcoboenus – 4 specii (caracara)                                                          |
|  |                                                                                             |
|  | \| \| Daptrius – caracara negru \| \| \| \| \| \| Milvago – 2 specii (caracara) \| \| \| \| |
|  |                                                                                             |
|  | Daptrius – caracara negru                                                                   |
|  |                                                                                             |
|  | Milvago – 2 specii (caracara)                                                               |
|  |                                                                                             |

|  | Daptrius – caracara negru     |
|  |                               |
|  | Milvago – 2 specii (caracara) |
|  |                               |

|  | Phalcoboenus – 4 specii (caracara)                                                          |
|  |                                                                                             |
|  | \| \| Daptrius – caracara negru \| \| \| \| \| \| Milvago – 2 specii (caracara) \| \| \| \| |
|  |                                                                                             |
|  | Daptrius – caracara negru                                                                   |
|  |                                                                                             |
|  | Milvago – 2 specii (caracara)                                                               |
|  |                                                                                             |

|  | Daptrius – caracara negru     |
|  |                               |
|  | Milvago – 2 specii (caracara) |
|  |                               |

|  | Phalcoboenus – 4 specii (caracara)                                                          |
|  |                                                                                             |
|  | \| \| Daptrius – caracara negru \| \| \| \| \| \| Milvago – 2 specii (caracara) \| \| \| \| |
|  |                                                                                             |
|  | Daptrius – caracara negru                                                                   |
|  |                                                                                             |
|  | Milvago – 2 specii (caracara)                                                               |
|  |                                                                                             |

|  | Daptrius – caracara negru     |
|  |                               |
|  | Milvago – 2 specii (caracara) |
|  |                               |

|  | Phalcoboenus – 4 specii (caracara)                                                          |
|  |                                                                                             |
|  | \| \| Daptrius – caracara negru \| \| \| \| \| \| Milvago – 2 specii (caracara) \| \| \| \| |
|  |                                                                                             |
|  | Daptrius – caracara negru                                                                   |
|  |                                                                                             |
|  | Milvago – 2 specii (caracara)                                                               |
|  |                                                                                             |

|  | Daptrius – caracara negru     |
|  |                               |
|  | Milvago – 2 specii (caracara) |
|  |                               |

|  | Phalcoboenus – 4 specii (caracara)                                                          |
|  |                                                                                             |
|  | \| \| Daptrius – caracara negru \| \| \| \| \| \| Milvago – 2 specii (caracara) \| \| \| \| |
|  |                                                                                             |
|  | Daptrius – caracara negru                                                                   |
|  |                                                                                             |
|  | Milvago – 2 specii (caracara)                                                               |
|  |                                                                                             |

|  | Daptrius – caracara negru     |
|  |                               |
|  | Milvago – 2 specii (caracara) |
|  |                               |

|  | Polihierax – șoim pitic |
|  |                         |
|  | Microhierax – 5 specii  |
|  |                         |

|  | Neohierax – șoim cu picioare galbene |
|  |                                      |
|  | Falco – 39 specii                    |
|  |                                      |

|  | Polihierax – șoim pitic |
|  |                         |
|  | Microhierax – 5 specii  |
|  |                         |

|  | Neohierax – șoim cu picioare galbene |
|  |                                      |
|  | Falco – 39 specii                    |
|  |                                      |

|  | Phalcoboenus – 4 specii (caracara)                                                          |
|  |                                                                                             |
|  | \| \| Daptrius – caracara negru \| \| \| \| \| \| Milvago – 2 specii (caracara) \| \| \| \| |
|  |                                                                                             |
|  | Daptrius – caracara negru                                                                   |
|  |                                                                                             |
|  | Milvago – 2 specii (caracara)                                                               |
|  |                                                                                             |

|  | Daptrius – caracara negru     |
|  |                               |
|  | Milvago – 2 specii (caracara) |
|  |                               |

|  | Phalcoboenus – 4 specii (caracara)                                                          |
|  |                                                                                             |
|  | \| \| Daptrius – caracara negru \| \| \| \| \| \| Milvago – 2 specii (caracara) \| \| \| \| |
|  |                                                                                             |
|  | Daptrius – caracara negru                                                                   |
|  |                                                                                             |
|  | Milvago – 2 specii (caracara)                                                               |
|  |                                                                                             |

|  | Daptrius – caracara negru     |
|  |                               |
|  | Milvago – 2 specii (caracara) |
|  |                               |

|  | Phalcoboenus – 4 specii (caracara)                                                          |
|  |                                                                                             |
|  | \| \| Daptrius – caracara negru \| \| \| \| \| \| Milvago – 2 specii (caracara) \| \| \| \| |
|  |                                                                                             |
|  | Daptrius – caracara negru                                                                   |
|  |                                                                                             |
|  | Milvago – 2 specii (caracara)                                                               |
|  |                                                                                             |

|  | Daptrius – caracara negru     |
|  |                               |
|  | Milvago – 2 specii (caracara) |
|  |                               |

|  | Phalcoboenus – 4 specii (caracara)                                                          |
|  |                                                                                             |
|  | \| \| Daptrius – caracara negru \| \| \| \| \| \| Milvago – 2 specii (caracara) \| \| \| \| |
|  |                                                                                             |
|  | Daptrius – caracara negru                                                                   |
|  |                                                                                             |
|  | Milvago – 2 specii (caracara)                                                               |
|  |                                                                                             |

|  | Daptrius – caracara negru     |
|  |                               |
|  | Milvago – 2 specii (caracara) |
|  |                               |

|  | Phalcoboenus – 4 specii (caracara)                                                          |
|  |                                                                                             |
|  | \| \| Daptrius – caracara negru \| \| \| \| \| \| Milvago – 2 specii (caracara) \| \| \| \| |
|  |                                                                                             |
|  | Daptrius – caracara negru                                                                   |
|  |                                                                                             |
|  | Milvago – 2 specii (caracara)                                                               |
|  |                                                                                             |

|  | Daptrius – caracara negru     |
|  |                               |
|  | Milvago – 2 specii (caracara) |
|  |                               |

|  | Phalcoboenus – 4 specii (caracara)                                                          |
|  |                                                                                             |
|  | \| \| Daptrius – caracara negru \| \| \| \| \| \| Milvago – 2 specii (caracara) \| \| \| \| |
|  |                                                                                             |
|  | Daptrius – caracara negru                                                                   |
|  |                                                                                             |
|  | Milvago – 2 specii (caracara)                                                               |
|  |                                                                                             |

|  | Daptrius – caracara negru     |
|  |                               |
|  | Milvago – 2 specii (caracara) |
|  |                               |

|  | Phalcoboenus – 4 specii (caracara)                                                          |
|  |                                                                                             |
|  | \| \| Daptrius – caracara negru \| \| \| \| \| \| Milvago – 2 specii (caracara) \| \| \| \| |
|  |                                                                                             |
|  | Daptrius – caracara negru                                                                   |
|  |                                                                                             |
|  | Milvago – 2 specii (caracara)                                                               |
|  |                                                                                             |

|  | Daptrius – caracara negru     |
|  |                               |
|  | Milvago – 2 specii (caracara) |
|  |                               |

|  | Phalcoboenus – 4 specii (caracara)                                                          |
|  |                                                                                             |
|  | \| \| Daptrius – caracara negru \| \| \| \| \| \| Milvago – 2 specii (caracara) \| \| \| \| |
|  |                                                                                             |
|  | Daptrius – caracara negru                                                                   |
|  |                                                                                             |
|  | Milvago – 2 specii (caracara)                                                               |
|  |                                                                                             |

|  | Daptrius – caracara negru     |
|  |                               |
|  | Milvago – 2 specii (caracara) |
|  |                               |

|  | Herpetotheres – șoim râzător           |
|  |                                        |
|  | Micrastur – 7 specii (șoimi de pădure) |
|  |                                        |

|  | Polihierax – șoim pitic |
|  |                         |
|  | Microhierax – 5 specii  |
|  |                         |

|  | Neohierax – șoim cu picioare galbene |
|  |                                      |
|  | Falco – 39 specii                    |
|  |                                      |

|  | Polihierax – șoim pitic |
|  |                         |
|  | Microhierax – 5 specii  |
|  |                         |

|  | Neohierax – șoim cu picioare galbene |
|  |                                      |
|  | Falco – 39 specii                    |
|  |                                      |

|  | Phalcoboenus – 4 specii (caracara)                                                          |
|  |                                                                                             |
|  | \| \| Daptrius – caracara negru \| \| \| \| \| \| Milvago – 2 specii (caracara) \| \| \| \| |
|  |                                                                                             |
|  | Daptrius – caracara negru                                                                   |
|  |                                                                                             |
|  | Milvago – 2 specii (caracara)                                                               |
|  |                                                                                             |

|  | Daptrius – caracara negru     |
|  |                               |
|  | Milvago – 2 specii (caracara) |
|  |                               |

|  | Phalcoboenus – 4 specii (caracara)                                                          |
|  |                                                                                             |
|  | \| \| Daptrius – caracara negru \| \| \| \| \| \| Milvago – 2 specii (caracara) \| \| \| \| |
|  |                                                                                             |
|  | Daptrius – caracara negru                                                                   |
|  |                                                                                             |
|  | Milvago – 2 specii (caracara)                                                               |
|  |                                                                                             |

|  | Daptrius – caracara negru     |
|  |                               |
|  | Milvago – 2 specii (caracara) |
|  |                               |

|  | Phalcoboenus – 4 specii (caracara)                                                          |
|  |                                                                                             |
|  | \| \| Daptrius – caracara negru \| \| \| \| \| \| Milvago – 2 specii (caracara) \| \| \| \| |
|  |                                                                                             |
|  | Daptrius – caracara negru                                                                   |
|  |                                                                                             |
|  | Milvago – 2 specii (caracara)                                                               |
|  |                                                                                             |

|  | Daptrius – caracara negru     |
|  |                               |
|  | Milvago – 2 specii (caracara) |
|  |                               |

|  | Phalcoboenus – 4 specii (caracara)                                                          |
|  |                                                                                             |
|  | \| \| Daptrius – caracara negru \| \| \| \| \| \| Milvago – 2 specii (caracara) \| \| \| \| |
|  |                                                                                             |
|  | Daptrius – caracara negru                                                                   |
|  |                                                                                             |
|  | Milvago – 2 specii (caracara)                                                               |
|  |                                                                                             |

|  | Daptrius – caracara negru     |
|  |                               |
|  | Milvago – 2 specii (caracara) |
|  |                               |

|  | Phalcoboenus – 4 specii (caracara)                                                          |
|  |                                                                                             |
|  | \| \| Daptrius – caracara negru \| \| \| \| \| \| Milvago – 2 specii (caracara) \| \| \| \| |
|  |                                                                                             |
|  | Daptrius – caracara negru                                                                   |
|  |                                                                                             |
|  | Milvago – 2 specii (caracara)                                                               |
|  |                                                                                             |

|  | Daptrius – caracara negru     |
|  |                               |
|  | Milvago – 2 specii (caracara) |
|  |                               |

|  | Phalcoboenus – 4 specii (caracara)                                                          |
|  |                                                                                             |
|  | \| \| Daptrius – caracara negru \| \| \| \| \| \| Milvago – 2 specii (caracara) \| \| \| \| |
|  |                                                                                             |
|  | Daptrius – caracara negru                                                                   |
|  |                                                                                             |
|  | Milvago – 2 specii (caracara)                                                               |
|  |                                                                                             |

|  | Daptrius – caracara negru     |
|  |                               |
|  | Milvago – 2 specii (caracara) |
|  |                               |

|  | Phalcoboenus – 4 specii (caracara)                                                          |
|  |                                                                                             |
|  | \| \| Daptrius – caracara negru \| \| \| \| \| \| Milvago – 2 specii (caracara) \| \| \| \| |
|  |                                                                                             |
|  | Daptrius – caracara negru                                                                   |
|  |                                                                                             |
|  | Milvago – 2 specii (caracara)                                                               |
|  |                                                                                             |

|  | Daptrius – caracara negru     |
|  |                               |
|  | Milvago – 2 specii (caracara) |
|  |                               |

|  | Phalcoboenus – 4 specii (caracara)                                                          |
|  |                                                                                             |
|  | \| \| Daptrius – caracara negru \| \| \| \| \| \| Milvago – 2 specii (caracara) \| \| \| \| |
|  |                                                                                             |
|  | Daptrius – caracara negru                                                                   |
|  |                                                                                             |
|  | Milvago – 2 specii (caracara)                                                               |
|  |                                                                                             |

|  | Daptrius – caracara negru     |
|  |                               |
|  | Milvago – 2 specii (caracara) |
|  |                               |

|  | Polihierax – șoim pitic |
|  |                         |
|  | Microhierax – 5 specii  |
|  |                         |

|  | Neohierax – șoim cu picioare galbene |
|  |                                      |
|  | Falco – 39 specii                    |
|  |                                      |

|  | Polihierax – șoim pitic |
|  |                         |
|  | Microhierax – 5 specii  |
|  |                         |

|  | Neohierax – șoim cu picioare galbene |
|  |                                      |
|  | Falco – 39 specii                    |
|  |                                      |

|  | Phalcoboenus – 4 specii (caracara)                                                          |
|  |                                                                                             |
|  | \| \| Daptrius – caracara negru \| \| \| \| \| \| Milvago – 2 specii (caracara) \| \| \| \| |
|  |                                                                                             |
|  | Daptrius – caracara negru                                                                   |
|  |                                                                                             |
|  | Milvago – 2 specii (caracara)                                                               |
|  |                                                                                             |

|  | Daptrius – caracara negru     |
|  |                               |
|  | Milvago – 2 specii (caracara) |
|  |                               |

|  | Phalcoboenus – 4 specii (caracara)                                                          |
|  |                                                                                             |
|  | \| \| Daptrius – caracara negru \| \| \| \| \| \| Milvago – 2 specii (caracara) \| \| \| \| |
|  |                                                                                             |
|  | Daptrius – caracara negru                                                                   |
|  |                                                                                             |
|  | Milvago – 2 specii (caracara)                                                               |
|  |                                                                                             |

|  | Daptrius – caracara negru     |
|  |                               |
|  | Milvago – 2 specii (caracara) |
|  |                               |

|  | Phalcoboenus – 4 specii (caracara)                                                          |
|  |                                                                                             |
|  | \| \| Daptrius – caracara negru \| \| \| \| \| \| Milvago – 2 specii (caracara) \| \| \| \| |
|  |                                                                                             |
|  | Daptrius – caracara negru                                                                   |
|  |                                                                                             |
|  | Milvago – 2 specii (caracara)                                                               |
|  |                                                                                             |

|  | Daptrius – caracara negru     |
|  |                               |
|  | Milvago – 2 specii (caracara) |
|  |                               |

|  | Phalcoboenus – 4 specii (caracara)                                                          |
|  |                                                                                             |
|  | \| \| Daptrius – caracara negru \| \| \| \| \| \| Milvago – 2 specii (caracara) \| \| \| \| |
|  |                                                                                             |
|  | Daptrius – caracara negru                                                                   |
|  |                                                                                             |
|  | Milvago – 2 specii (caracara)                                                               |
|  |                                                                                             |

|  | Daptrius – caracara negru     |
|  |                               |
|  | Milvago – 2 specii (caracara) |
|  |                               |

|  | Phalcoboenus – 4 specii (caracara)                                                          |
|  |                                                                                             |
|  | \| \| Daptrius – caracara negru \| \| \| \| \| \| Milvago – 2 specii (caracara) \| \| \| \| |
|  |                                                                                             |
|  | Daptrius – caracara negru                                                                   |
|  |                                                                                             |
|  | Milvago – 2 specii (caracara)                                                               |
|  |                                                                                             |

|  | Daptrius – caracara negru     |
|  |                               |
|  | Milvago – 2 specii (caracara) |
|  |                               |

|  | Phalcoboenus – 4 specii (caracara)                                                          |
|  |                                                                                             |
|  | \| \| Daptrius – caracara negru \| \| \| \| \| \| Milvago – 2 specii (caracara) \| \| \| \| |
|  |                                                                                             |
|  | Daptrius – caracara negru                                                                   |
|  |                                                                                             |
|  | Milvago – 2 specii (caracara)                                                               |
|  |                                                                                             |

|  | Daptrius – caracara negru     |
|  |                               |
|  | Milvago – 2 specii (caracara) |
|  |                               |

|  | Phalcoboenus – 4 specii (caracara)                                                          |
|  |                                                                                             |
|  | \| \| Daptrius – caracara negru \| \| \| \| \| \| Milvago – 2 specii (caracara) \| \| \| \| |
|  |                                                                                             |
|  | Daptrius – caracara negru                                                                   |
|  |                                                                                             |
|  | Milvago – 2 specii (caracara)                                                               |
|  |                                                                                             |

|  | Daptrius – caracara negru     |
|  |                               |
|  | Milvago – 2 specii (caracara) |
|  |                               |

|  | Phalcoboenus – 4 specii (caracara)                                                          |
|  |                                                                                             |
|  | \| \| Daptrius – caracara negru \| \| \| \| \| \| Milvago – 2 specii (caracara) \| \| \| \| |
|  |                                                                                             |
|  | Daptrius – caracara negru                                                                   |
|  |                                                                                             |
|  | Milvago – 2 specii (caracara)                                                               |
|  |                                                                                             |

|  | Daptrius – caracara negru     |
|  |                               |
|  | Milvago – 2 specii (caracara) |
|  |                               |

## Genuri

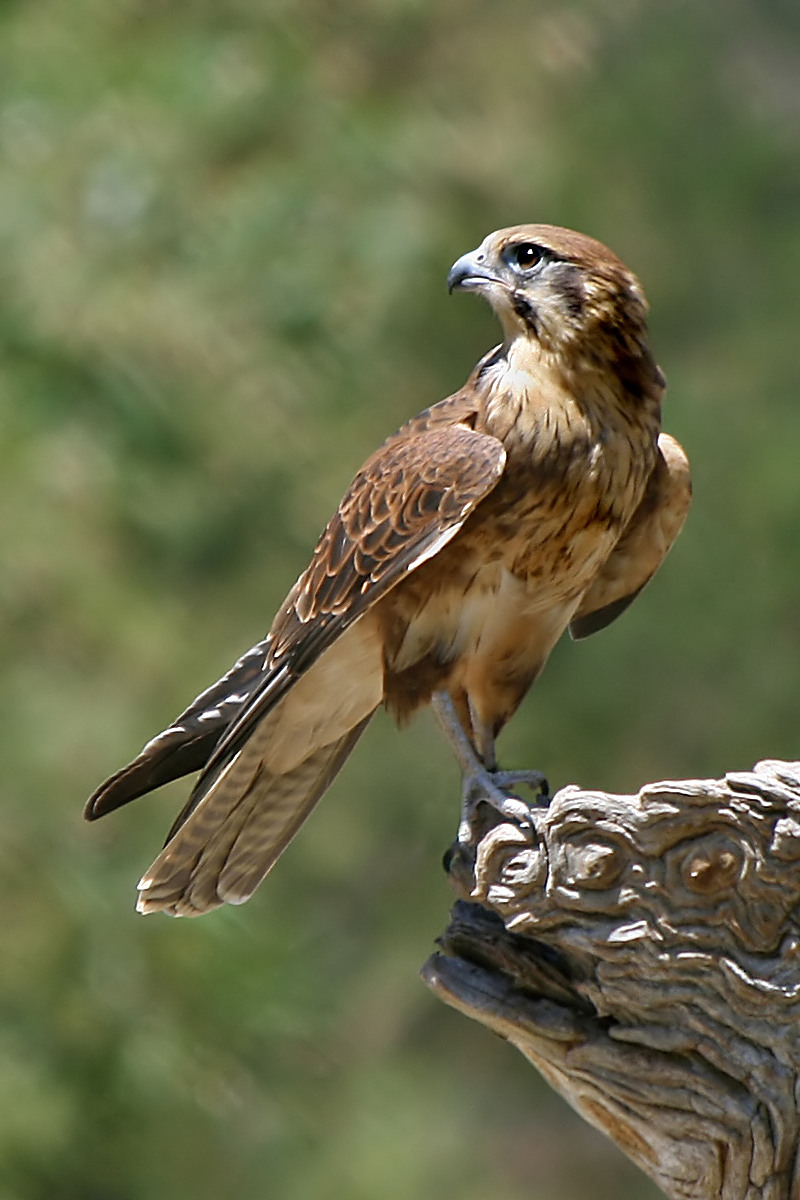
Falco berigora

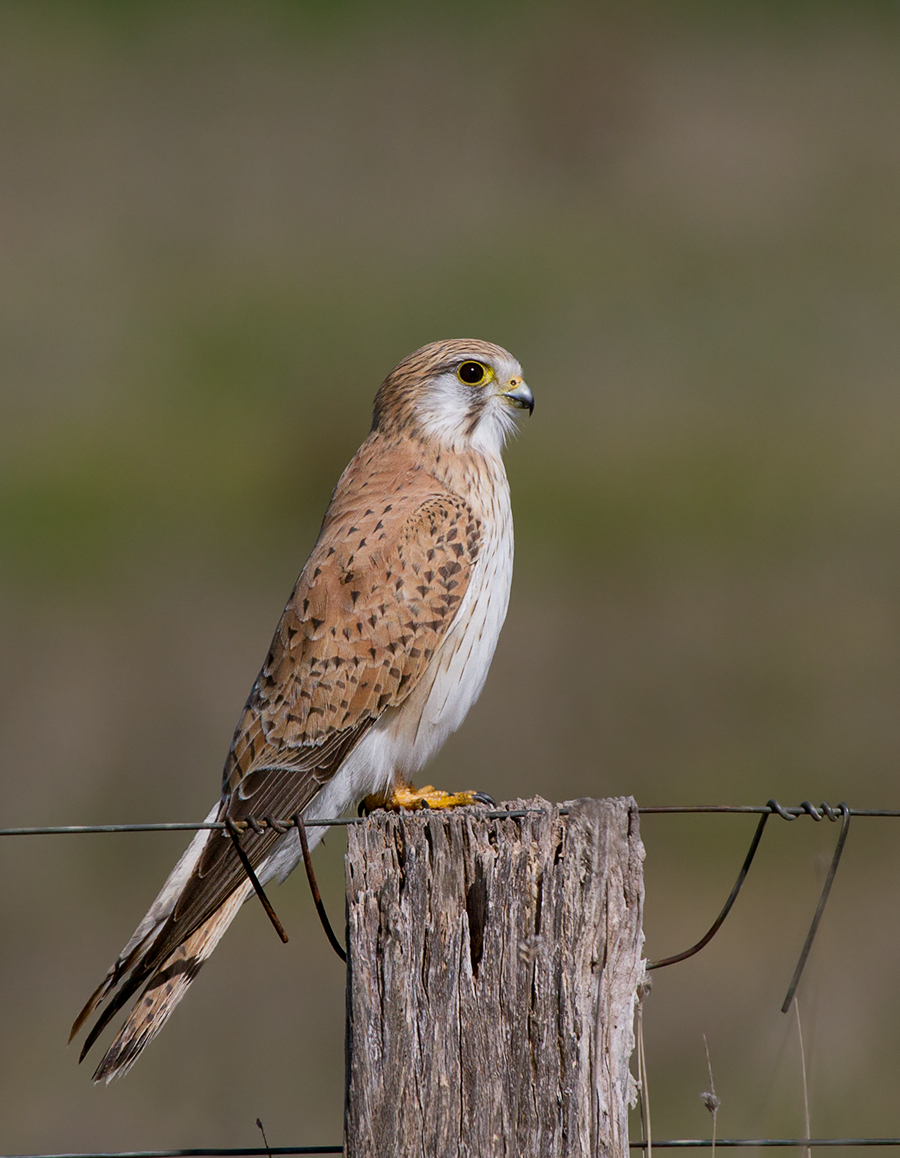
Falco cenchroides

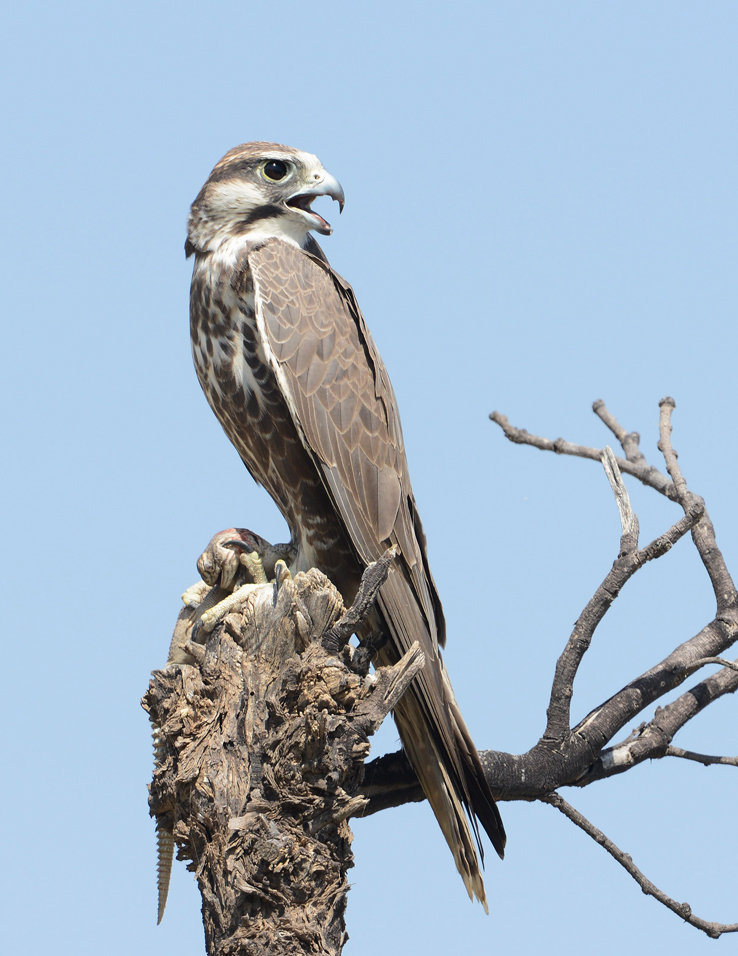
Falco jugger

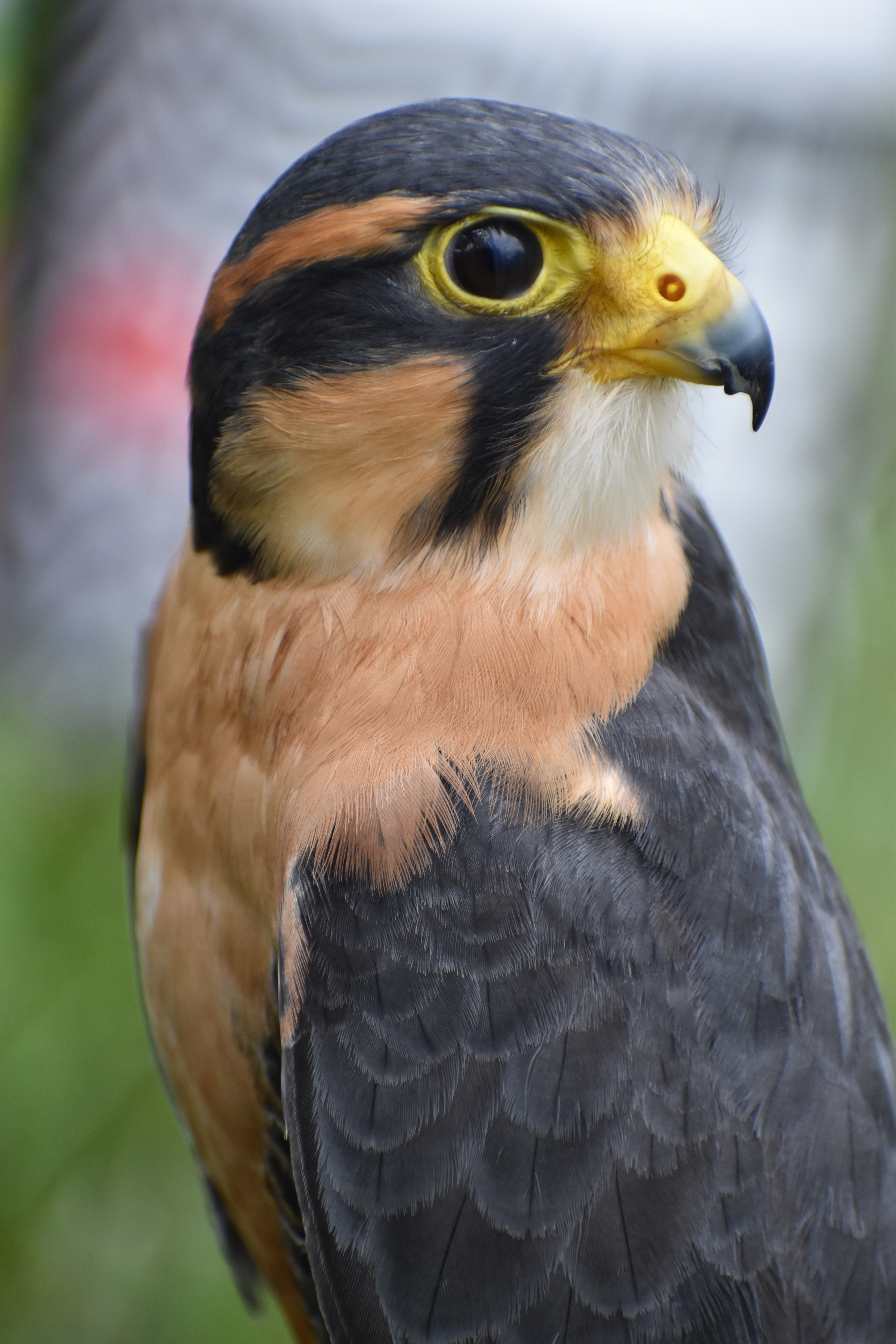
Falco femoralis

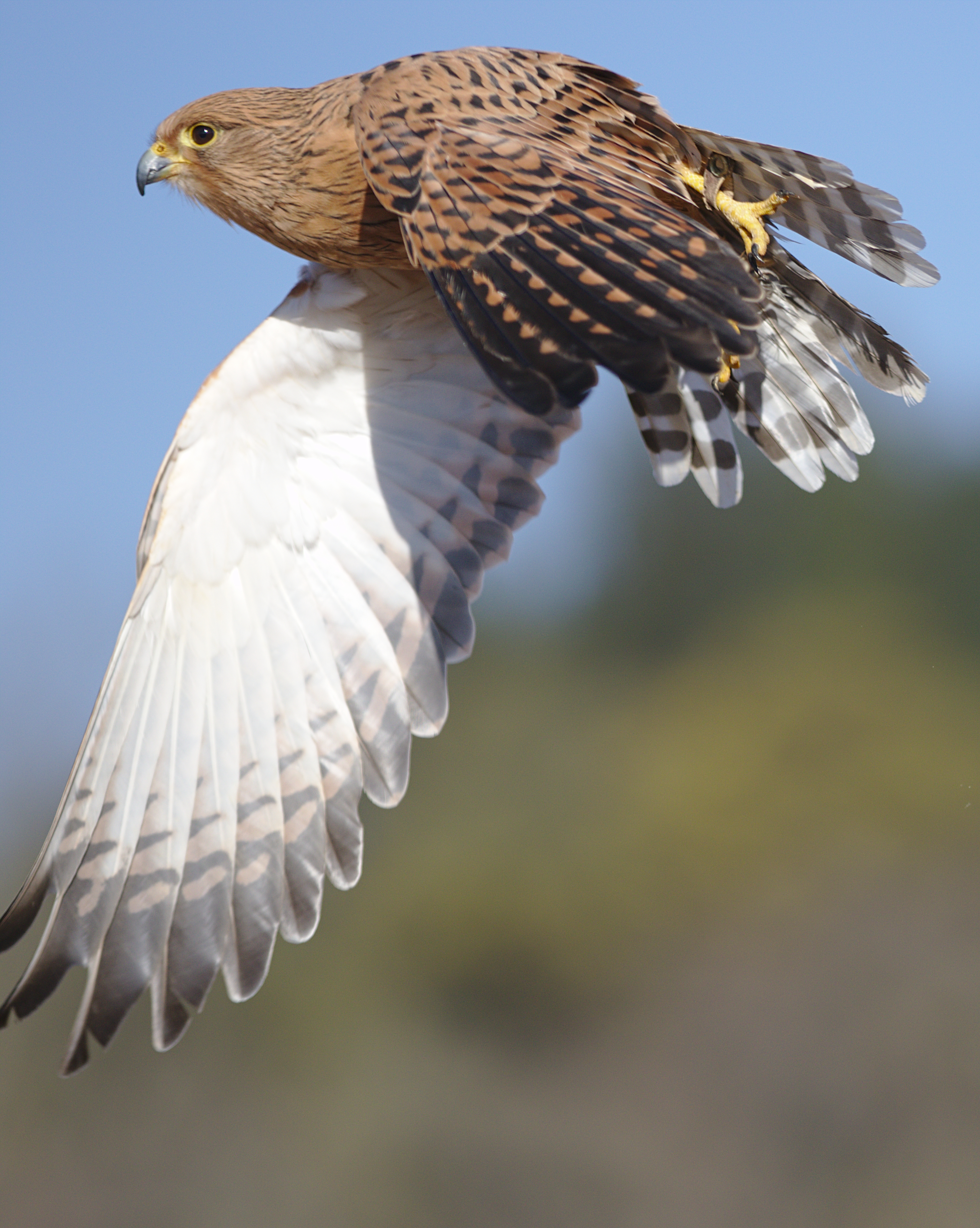
Falco rupicoloides

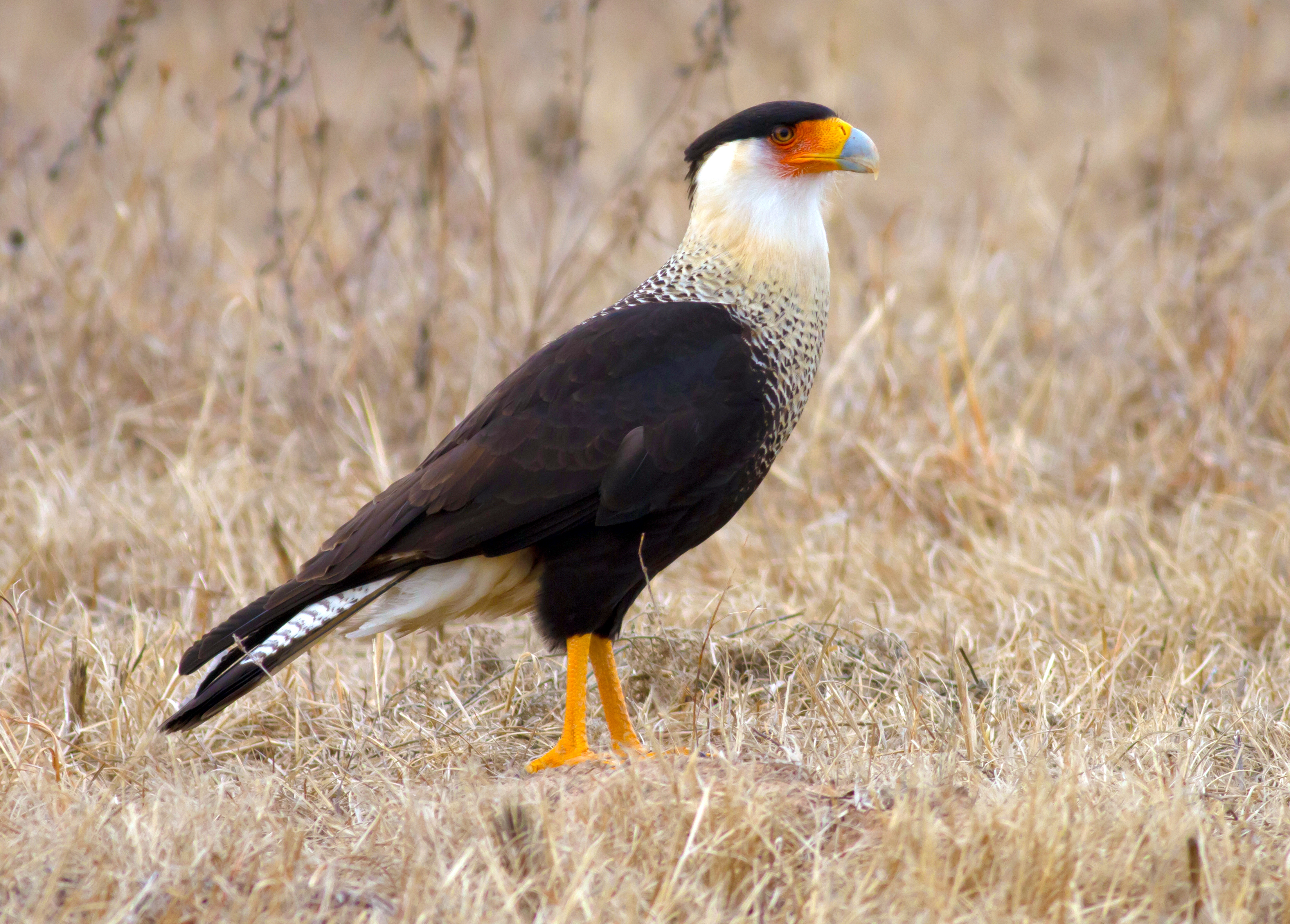
Caracara plancus

Mai jos este o listă a subfamiliilor și genurilor din Falconidae.
Subfamilia Herpetotherinae
- Genul Micrastur
  - Micrastur ruficollis
  - Micrastur plumbeus
  - Micrastur gilvicollis
  - Micrastur mintoni
  - Micrastur mirandollei
  - Micrastur semitorquatus
  - Micrastur buckleyi
- Genul Herpetotheres
  - Herpetotheres cachinnans

Subfamilia Polyborinae
- Genul Spiziapteryx
  - Spiziapteryx circumcincta
- Genul Caracara
  - Caracara plancus
- Genul Ibycter
  - Ibycter americanus
- Genul Milvago
  - Milvago chimachima
  - Milvago chimango
- Genul Daptrius
  - Daptrius ater
- Genul Phalcoboenus
  - Phalcoboenus carunculatus
  - Phalcoboenus megalopterus
  - Phalcoboenus albogularis
  - Phalcoboenus australis

Subfamilia Falconinae
- Genul Microhierax
  - Microhierax caerulescens
  - Microhierax fringillarius
  - Microhierax latifrons
  - Microhierax erythrogenys
  - Microhierax melanoleucus
- Genul Polihierax
  - Polihierax semitorquatus
- Genul Neohierax
  - Neohierax insignis
- Genul Falco
  - Falco naumanni
  - Falco tinnunculus – vânturel roșu
  - Falco rupicolus – vânturel de stâncă
  - Falco newtoni
  - Falco punctatus
  - Falco duboisi
  - Falco araeus
  - Falco moluccensis
  - Falco cenchroides
  - Falco sparverius
  - Falco rupicoloides – vânturel mare
  - Falco alopex
  - Falco ardosiaceus
  - Falco dickinsoni
  - Falco zoniventris
  - Falco chicquera
  - Falco vespertinus – vânturel de seară
  - Falco amurensis – vânturel de Amur
  - Falco eleonorae – șoim mediteraneean
  - Falco concolor
  - Falco femoralis
  - Falco columbarius – șoim de iarnă
  - Falco rufigularis – șoim-liliac
  - Falco deiroleucus
  - Falco subbuteo – șoimul rândunelelor
  - Falco cuvierii
  - Falco severus
  - Falco longipennis
  - Falco novaeseelandiae
  - Falco berigora
  - Falco hypoleucos
  - Falco subniger – șoim negru
  - Falco biarmicus – șoim sudic
  - Falco jugger
  - Falco cherrug – șoim dunărean
  - Falco rusticolus
  - Falco mexicanus – șoim de preerie
  - Falco peregrinus – șoim călător
  - Falco fasciinucha

### Genuri fosile
- Parvulivenator (Eocen)
- Stintonornis (Eocen)
- Badiostes (Miocen)
- Pediohierax (Miocen – Nebraska, SUA) – formal Falco ramenta